# グリーン・ベレーのバラード
「悲しき戦場（グリーン・ベレーのバラード）」（原題：The Ballad Of The Green Berets）は、アメリカ陸軍の特殊部隊グリーン・ベレーを題材としたバラードスタイルの軍歌である。

## 概要
反戦の機運が高まっていた1960年代当時としては珍しく軍に肯定的な歌詞を持つ曲だったが、発表された1966年にはビルボードチャートで5週連続第1位となるほどの大ヒットを記録した。
グリーン・ベレー隊員としてベトナム戦争に従軍し、負傷の後に帰国した傷痍軍人のバリー・サドラーが作曲し、小説『グリーン・ベレー』を手がけた作家ロビン・ムーアが作詞に協力した。歌詞は1962年4月8日にベトコンの手で処刑され、ベトナム戦争におけるハワイ先住民の最初の戦死者となったグリーンベレー隊員ジェームズ・ガブリエル・ジュニア(James Gabriel, Jr)に捧げられたものである。さらに1つの詩がガブリエルに捧げられていたが、最終版には含まれなかった。
曲はアメリカの民謡『ブッチャー・ボーイ』をモチーフとしている。
サドラーは1966年1月30日のエド・サリヴァン・ショーでこの曲を歌い、テレビデビューを果たした。
現在でもグリーン・ベレーに代表される陸軍部隊の式典などでしばしば演奏されるほか、テキサスA&M大学のマーチングバンドであるFightin' Texas Aggie Bandが演技に使用する4つの行進曲の1つとしても知られる。

## 評判
1966年当時、国民によるベトナム戦争への支持は既に失われ、アメリカ全土で反戦運動が高揚の兆しを見せており、さらに大衆音楽市場ではママス&パパスの『夢のカリフォルニア』が大ヒットを飛ばした直後だった。この悪条件にも係わらず、『悲しき戦場』は1966年のビルボードチャートで5週連続全米ヒット第1位を記録し、また1960年代を通して見ても第21位の人気であった。クロスオーバーとしても大ヒットし、ビルボードのイージーリスニング部門第1位及びカントリー・ミュージック部門第2位を獲得している。
当時はいわゆるブリティッシュ・インヴェイジョンの元にビートルズとローリング・ストーンズがアメリカの音楽界を席巻していたが、『悲しき戦場』は、シングルとアルバム合せて900万枚を売り上げ全米チャートでも第1位の快挙を成し遂げた。ビートルズの全米チャート最高記録は『恋を抱きしめよう』の第16位で、ストーンズは『黒くぬれ!』の第21位であった。

## 映画
1968年、ロビン・ムーアの小説を原作に、熱狂的な愛国主義者として知られるジョン・ウェインが主演・監督を務めた戦争映画『グリーン・ベレー』が公開され、ケン・ダービー合唱団が編曲したグリーン・ベレーのバラードがメインテーマに用いられた。この映画版編曲のスコアは長らくアルバムとしてリリースされなかったが、2005年にオンライン映画音楽雑誌『Film Score Monthly』によってリリースされた。ヨーロッパではこの映画とタイアップしたパッケージのレコードや、『荒野の用心棒』や『夕陽のガンマン』のサウンドトラックを含むエンリオ・モリコーネのカバー版アルバムがリリースされた。
その他、『アメリカン・グラフィティ2』や『ジョン・キャンディの大進撃』などの映画でも挿入歌として使われた。2002年の映画『ショウタイム』における銃砲展示会のシーンや、『Jesus' Son』におけるジャック・ブラックのヒッチハイクのシーンでも耳にすることができる。
アメリカのテレビドラマ『チアーズ』のあるエピソードでは、クリフのカナダ移住計画を中止させる折、サム、ウッディ、フレイジャーが彼の愛国心を煽るべくこの歌を歌った。

## カバーおよび派生作品
1966年の発表以来、『グリーン・ベレーのバラード』は陸軍の慰問歌手としてその名を知られたケイト・スミスや、グラミー賞を受賞した伝説的ギタリストデュアン・エディといった著名なアーティストから、ドラッグストア・レコード（古い曲のカバー版などを収録した低価格なレコード）を手がける無名のアーティストに到るまで、有名無名を問わぬ様々な歌手によって世界各国でカバー版が発表された。
多くのカバー版は外国において当該国の軍特殊部隊を題材とするように翻訳したものであった。次のようなものが良く知られている。
- ドイツ語版のHundert Mann und ein Befehl（100人と1つの命令）はフレディ・クイン（英語版）、後にはハイジ・ブリュール（英語版）によって歌われ大ヒットした。Hundert Mann und ein Befehlは反戦歌であり、息子だけではなく父親にも、全ての犠牲を拒否させる歌詞であった。クインのバージョンは、後にWelle: ErdballやCryptic Wintermoonによって更にカバーされた。
- オランダ王国陸軍のコマンドー軍団（英語版）(KCT)では、英語の歌詞をほとんどそのまま使用している。ただし、オリジナルでは"These are men, America's best"と歌われるサビの箇所を"These are men, The Netherlands' best"と歌い替えている。また最後に息子についての願いを語る箇所も、"Make him one of The Netherlands' best"と同様に歌いかえられている。この歌は元々、過酷なコマンドー基本訓練(ECO)を完遂した新兵達がコマンドー軍団の象徴である緑色のベレー帽を受け取る際に歌ったものであるという。
- ローデシアのシンガーソングライタージョン・エドモンド（英語版）は緑色のベレー帽を身に着けていたローデシア軍の特殊部隊ローデシア軽歩兵（英語版）の兵士を題材としてグリーン・ベレーのバラードをカバーした。また、Ballad of the Red Beret（レッド・ベレーのバラード）は、チクルビに駐屯するローデシア内務省軍の隊員によって歌われた。南アフリカでは、Ballad of the Maroon Berets（マルーン・ベレーのバラード）としてカバーされた。マルーンのベレー帽は同国の特殊部隊旅団および第44落下傘連隊（英語版）のシンボルである。
- スウェーデン語版のBalladen om den blå baskern（ブルー・ベレーのバラード）は、青いベレー帽を着用し国連軍の国際連合平和維持活動に参加するスウェーデン軍兵士を讃えたものである。アニタ・リンドブロム（英語版）によって歌われた。
- クロアチアの特殊作戦大隊（英語版）(BSD)でも英語歌詞を使用しているが、KCT版と同様に"These are men, America's best"を"These are men, Croatia's best" と歌いかえるほか、最後のサビも "Make him one of Croatia's best"と歌いかえられる。
- イタリア語版はLa Ballata del Soldato（兵士のバラード）として知られ、クァテット・チェトラ（英語版）により歌われる。
- 日本語版の悲しき戦場は、漣健児の作詞によるもので、その歌詞はオリジナルと大きく異なる。ケン・サンダース（ビクター）とダークダックス（キング）の競作によって歌われた[3]。

## パロディ
- 1968年、ボブ・シーガーが所属したThe Beach Bumsは、The Ballad of the Yellow Berets（イエロー・ベレーのバラード）を発表した。これは徴兵忌避者を揶揄する替え歌だったが、後にサドラー側からの排除命令通知が送られ、レコードは回収された。
- 1976年に発表されたレジデンツの「ザ・サード・ライヒンロール」はSwastikas on Parade（かぎ十字大行進）およびHitler Was A Vegetarian（ヒットラーは菜食主義者）と題した流行歌のメドレーを各面に収録したアルバムであり、Hitler Was A Vegetarianの一部に「グリーン・ベレーのバラード」も使われていた。
- 1986年、サタデー・ナイト・ライブでウィリアム・シャトナーが主演した『Ollie North, The Mute Marine.』と呼ばれるエピソードでも「グリーン・ベレーのバラード」の替え歌が使用された。これは当時イラン・コントラ事件に対するコメントを拒んでいたオリバー・ノースを風刺したもので、シャトナーはアメリカ海兵隊のA級制服を身に着けて登場する。
- 映画『ウワサの真相/ワグ・ザ・ドッグ』では、架空の特殊部隊303部隊が「グリーンベレーのバラード」をモチーフにした隊歌を歌うシーンがある。
- 映画『ボールズ・ボールズ』では、ビル・マーレイ演ずるカール・スパックラーが宿敵ホリネズミとの最終決戦に備えプランジャーにワイヤを接続する時にこの曲を口ずさむ。
- コメディアンのポール・シャンクリンは当時のアメリカ合衆国大統領ビル・クリントンが起こした不倫スキャンダルを題材にした替え歌Ballad of the Black Beret（ブラック・ベレーのバラード）を1999年のアルバム「Simply Reprehensible」でリリースした。
- パンクバンドのThe F.U'sはパンクアレンジ版をGreen Beretsと題してアルバム「This Is Boston, Not L.A.」でリリースした